# Łukasz Janoszka
Łukasz Janoszka (ur. 18 marca 1987 w Bytomiu) – polski piłkarz występujący na pozycji pomocnika, wychowanek Ruchu Radzionków. Grał także w Stali Mielec oraz, na zasadzie wypożyczenia, w Walce Makoszowy, GKS-ie Katowice i Ruch Chorzów.

## Kariera klubowa

### Ruch Chorzów
Janoszka rozpoczął swoją karierę w Ruchu Radzionków, skąd w 2005 roku trafił do Ruchu Chorzów. W nowych barwach zadebiutował 20 kwietnia 2005 roku podczas przegranego 0:1 spotkania ligowego ze Świtem Nowy Dwór Mazowiecki, gdy w 76. minucie zastąpił na boisku Pawła Sibika. Premierowego gola zdobył 31 maja w wygranym 6:1 meczu z ŁKS-em Łódź, pokonując w 77. minucie Bogusława Wyparłę. W kolejnych rozgrywkach rozegrał tylko cztery spotkania, dlatego też przed sezonem 2006/07 został wypożyczony do Walki Makoszowy, dla którego zdobył osiem bramek. Pół roku później powrócił do Ruchu i pomógł klubowi w wywalczeniu awansu do I ligi, zdobywając m.in. dwa gole w wygranym 3:1 spotkaniu z Unią Janikowo.
27 lipca 2007 roku Janoszka zadebiutował w najwyższej klasie rozgrywkowej w 84. minucie wygranego 4:1 meczu z Dyskobolią Grodzisk Wielkopolski, zmieniając na boisku Pavola Baláža. 10 maja 2008 roku podczas wygranego 4:0 spotkania z Jagiellonią Białystok zdobył swoją pierwszą bramkę w polskiej ekstraklasie. Sezon zakończył z dorobkiem 25 rozegranych meczów ligowych oraz jednej bramki.

### Wypożyczenie do GKS-u Katowice
Na początku września 2008 roku Janoszka został na rok wypożyczony do pierwszoligowego wówczas GKS-u Katowice. 3 września zadebiutował w barwach klubu podczas przegranego 1:2 spotkania z Koroną Kielce, zaś cztery dni później w zremisowanym 2:2 meczu z Zagłębiem Lubin zdobył pierwszą bramkę dla GKS-u. Po rundzie jesiennej opuścił Katowice, rozgrywając w sumie 11 spotkań ligowych i zdobywając cztery bramki.

### Powrót do Ruchu
Przed rundą wiosenną sezonu 2008/09 Janoszka powrócił do Chorzowa. Wraz z klubem doszedł do finału Pucharu Polski, w którym to meczu Ruch przegrał 0:1 z Lechem Poznań, zaś sam piłkarz pojawił się na boisku w 69. minucie w miejsce Remigiusza Jezierskiego. Z czasem Janoszka został wycofany z pozycji napastnika do linii pomocy. 20 kwietnia 2010 roku w wygranym 3:2 meczu z Odrą Wodzisław zdobył swojego pierwszego hat-tricka w barwach Ruchu. 1 lipca 2010 roku zadebiutował w europejskich pucharach podczas wygranego 2:1 meczu pierwszej rundy eliminacji Ligi Europy z kazachskim Szachtiorem Karaganda, w którym to spotkaniu zdobył także jedną bramkę. W sezonie 2011/12 zdobył z klubem wicemistrzostwo Polski.

### Zagłębie Lubin
23 grudnia 2013 roku Janoszka podpisał trzyletni kontrakt z Zagłębiem Lubin, do którego przeszedł na zasadzie wolnego transferu 1 stycznia 2014 roku

## Kariera reprezentacyjna
Janoszka ma za sobą grę w wielu reprezentacjach młodzieżowych i juniorskich. W czerwcu 2007 roku znalazł się w kadrze reprezentacji Polski do lat 20 powołanej przez Michała Globisza na młodzieżowe Mistrzostwa Świata w Kanadzie. Podczas turnieju wystąpił w dwóch spotkaniach. W wygranym 1:0 meczu fazy grupowej z Brazylią pojawił się na boisku w 73. minucie, zmieniając Dawida Janczyka, natomiast w przegranym 1:3 spotkaniu 1/8 finału z Argentyną zastąpił w 77. minucie Tomasza Cywkę. W maju 2010 roku znalazł się na liście rezerwowej kadry A, która została wówczas powołana przez Franciszka Smudę na towarzyskie spotkania z Finlandią, Serbią i Hiszpanią.

## Statystyki kariery
(aktualne na dzień 23 czerwca 2016)
| Klub                | Sezon              | Liga               | Liga  | Liga   | Puchar Polski | Puchar Polski | Puchar Ekstraklasy | Puchar Ekstraklasy | Europa | Europa | Inne  | Inne   | Suma  | Suma   |
| Klub                | Sezon              | Liga               | Mecze | Bramki | Mecze         | Bramki        | Mecze              | Bramki             | Mecze  | Bramki | Mecze | Bramki | Mecze | Bramki |
| ------------------- | ------------------ | ------------------ | ----- | ------ | ------------- | ------------- | ------------------ | ------------------ | ------ | ------ | ----- | ------ | ----- | ------ |
| Ruch Chorzów        | 2004/05            | II liga            | 9     | 1      | 0             | 0             | –                  | –                  | –      | –      | 2     | 0      | 11    | 1      |
| Ruch Chorzów        | 2005/06            | II liga            | 4     | 0      | 0             | 0             | –                  | –                  | –      | –      | –     | –      | 4     | 0      |
| Ruch Chorzów        | 2006/07            | II liga            | 13    | 4      | 2             | 0             | –                  | –                  | –      | –      | –     | –      | 15    | 4      |
| Ruch Chorzów        | 2007/08            | I liga             | 25    | 1      | 4             | 1             | 4                  | 0                  | –      | –      | –     | –      | 33    | 2      |
| Ruch Chorzów        | Ogólnie            | Ogólnie            | 51    | 6      | 6             | 1             | 4                  | 0                  | 0      | 0      | 2     | 0      | 63    | 7      |
| GKS Katowice (wyp.) | 2008/09            | I liga             | 11    | 4      | 1             | 0             | –                  | –                  | –      | –      | –     | –      | 12    | 4      |
| GKS Katowice (wyp.) | Ogólnie            | Ogólnie            | 11    | 4      | 1             | 0             | 0                  | 0                  | 0      | 0      | 0     | 0      | 12    | 4      |
| Ruch Chorzów        | 2008/09            | Ekstraklasa        | 10    | 0      | 4             | 0             | 2                  | 0                  | –      | –      | –     | –      | 16    | 0      |
| Ruch Chorzów        | 2009/10            | Ekstraklasa        | 28    | 8      | 6             | 1             | –                  | –                  | –      | –      | –     | –      | 34    | 9      |
| Ruch Chorzów        | 2010/11            | Ekstraklasa        | 27    | 4      | 2             | 0             | –                  | –                  | 5      | 1      | –     | –      | 34    | 5      |
| Ruch Chorzów        | 2011/12            | Ekstraklasa        | 28    | 1      | 5             | 2             | –                  | –                  | –      | –      | –     | –      | 33    | 3      |
| Ruch Chorzów        | 2012/13            | Ekstraklasa        | 19    | 4      | 5             | 1             | –                  | –                  | 4      | 1      | –     | –      | 28    | 6      |
| Ruch Chorzów        | 2013/14            | Ekstraklasa        | 19    | 5      | 1             | 0             | –                  | –                  | –      | –      | –     | –      | 20    | 5      |
| Ruch Chorzów        | Ogólnie            | Ogólnie            | 131   | 22     | 23            | 4             | 2                  | 0                  | 9      | 2      | 0     | 0      | 165   | 28     |
| Zagłębie Lubin      | 2013/14            | Ekstraklasa        | 6     | 0      | 1             | 0             | –                  | –                  | –      | –      | –     | –      | 7     | 0      |
| Zagłębie Lubin      | 2014/15            | I liga             | 22    | 5      | 2             | 0             | –                  | –                  | –      | –      | –     | –      | 24    | 5      |
| Zagłębie Lubin      | 2015/16            | Ekstraklasa        | 36    | 7      | 3             | 0             | –                  | –                  | –      | –      | –     | –      | 39    | 7      |
| Zagłębie Lubin      | Ogólnie            | Ogólnie            | 64    | 12     | 6             | 0             | 0                  | 0                  | 0      | 0      | 0     | 0      | 70    | 12     |
| Ogólnie w karierze  | Ogólnie w karierze | Ogólnie w karierze | 257   | 44     | 36            | 5             | 6                  | 0                  | 9      | 2      | 2     | 0      | 310   | 51     |

## Życie prywatne
Janoszka jest synem Mariana Janoszki, byłego napastnika m.in. Ruchu Radzionków oraz zdobywcy Pucharu Polski z GKS-em Katowice.